# Geneviève Viney
Geneviève Viney, née le 6 juillet 1937 à Paris où elle est morte le 2 octobre 2023, est un professeur de droit français, spécialiste du droit des obligations et particulièrement du droit de la responsabilité civile.

## Biographie

### Formation
Après son baccalauréat obtenu en 1953 à l'âge de 16 ans, Geneviève Viney étudie le droit à Paris.
Elle obtient un DES de droit privé en 1958, et est diplômée de l'Institut d'Études de Paris en 1960. En 1961, elle est secrétaire de la Conférence de stage des avocats au Conseil d'État et à la Cour de cassation. En 1962 et 1963, elle est chargée de travaux dirigés à la Faculté de droit de Paris.
En 1963, elle soutient sa thèse intitulée Le déclin de la responsabilité individuelle, sous la direction du doyen René Rodière. Obtenant la mention Très bien, elle reçoit le prix Georges Ripert. La thèse est publiée chez LGDJ en 1965, dans la série Bibliothèque de droit privé.
De 1964 à 1967, Geneviève Viney est chargée de cours à la Faculté de droit de l'université de Dijon.
En 1967, elle est reçue 4e au concours d'agrégation de droit privé (jury présidé par le doyen Gabriel Marty).

### Carrière professorale
Après avoir enseigné à la Faculté de droit de l’université de Caen (1968 à 1972) et à celle de Paris XII-Saint-Maur (1972-1973), Geneviève Viney enseigne de 1974 à 2006 à l'Université de Paris I-Panthéon-Sorbonne.
Tout au long de sa carrière, Geneviève Viney a enseigné le droit commercial, le droit au travail, le droit pénal, le droit des assurances et le droit civil (la famille, les régimes matrimoniaux, les sûretés, les contrats spéciaux), mais surtout le droit des obligations et particulièrement le droit de la responsabilité civile.
De 1998 à 2004, elle est directrice du Centre de recherche en droit privé et responsable du DEA de droit privé.
De 2000 à 2003, elle est présidente de la commission de spécialistes de droit privé.
Elle est, avec son collègue Philippe Kourilsky, directeur de l’Institut Pasteur, l'auteur d'un rapport à la demande du Premier ministre Lionel Jospin, intitulé « Le principe de précaution », ensuite publié à la Documentation française (2000).
De sa retraite en 2006 jusqu'à sa mort en 2023, elle est professeur émérite de l'Université Panthéon-Sorbonne.
Depuis 1992, elle est membre de l’Academia Europaea.
Le 16 mars 2013, elle se prononce contre l'adoption de la loi ouvrant le mariage aux couples de même sexe en signant une pétition de 170 professeurs et maîtres de conférences en droit des universités françaises.
Elle meurt le 2 octobre 2023.

### Participation à des commissions ou à des séminaires
Geneviève Viney participe aux travaux de la Commission des clauses abusives pendant quatre ans.
Elle participe également aux travaux de plusieurs commissions mises en place par le ministère de la Justice, notamment la commission présidée par Jacques Ghestin chargée d'élaborer un texte en vue de la transposition de la directive communautaire nº 95/374 du 25 juillet 1985 sur la responsabilité du fait des produits défectueux (1986 ; directive transposée par la loi nº 98-388 du 19 mai 1998). 
Elle est présidente de la commission chargée d'élaborer un texte en vue de la transposition de la directive communautaire 99/44 du 15 mai 1999 sur la vente de biens mobiliers aux consommateurs (2001-2002 ; directive transposée par l’ordonnance n°2005-136 du 17 février 2005, ratifiée par la loi n°2006-406 du 5 avril 2006).
Elle est membre de la Commission Catala – dont elle est l’initiatrice avec Pierre Catala et Gérard Cornu, chargée de proposer une réforme du droit français des obligations et de la prescription (2005). Elle en dirige le sous-groupe préparant un texte de réforme du droit de la responsabilité civile. 
Par la suite, elle a continué à œuvrer pour cette réforme, qu’elle estimait nécessaire et appelait de ses vœux, à plus forte raison après que le droit de la prescription, puis le droit commun des contrats et le régime de l’obligation aient été réformés, respectivement en 2008 et 2016-2018 (voir : Trois questions à Geneviève Viney, médiathèque du Ministère de la Justice).
Geneviève Viney a rédigé de très nombreux rapports pour des colloques nationaux ou internationaux depuis les années 1970, en particulier en participant aux Journées de l’Association Henri Capitant, avec présentation d’un rapport national (1976) et d’un rapport de synthèse (1999) ; aux travaux de l’Académie internationale de droit comparé avec présentation d’un rapport national et d’un rapport de synthèse au Congrès de Caracas (1982) ; aux Journées René Savatier, avec un rapport de synthèse (1997).
Elle a participé au Livre du bicentenaire du Code civil en 2004, en consacrant un article aux difficultés de la recodification du droit de la responsabilité civile.
Geneviève Viney a organisé deux importants séminaires associant le Centre de recherche en droit privé de l'Université de Paris I et le Centre de droit des obligations de l'Université de Louvain la Neuve :
- le premier se déroule en 1999-2000 et aboutit à la publication en 2001 d'un livre composé à partir des travaux de ce séminaire : Les sanctions de l'inexécution des obligations contractuelles ;
- le second est consacré à la responsabilité environnementale, tenu en 2003 et 2004, ayant abouti à la publication d'un ouvrage intitulé La responsabilité environnementale dans l'espace européen.

## Travaux

### Axes de recherches
Dans sa thèse de doctorat, Le déclin de la responsabilité individuelle, soutenue en 1963, Geneviève Viney a décrit et pressenti le mouvement tendanciel d’ « objectivation de la responsabilité civile », qui se traduit par une diminution du rôle joué par la faute subjective, l’essor de responsabilités sans faute, ainsi que la prise en charge effective de la réparation des dommages, dans la plupart des cas, par une collectivité. Ce mouvement s'explique en raison de la coexistence et de l’interaction croissante des mécanismes collectifs de réparation des dommages, fondés sur la mutualisation des risques et la solidarité (assurances, Sécurité sociale, fonds d’indemnisation, etc.). Si l'auteur préconise la coexistence des systèmes d'indemnisation collectifs et d'une véritable responsabilité individuelle, seule une intervention législative, d'après elle, permettrait de corriger les incohérences et insuffisances du droit positif. Sur les évolutions de la responsabilité, voir notamment : « La responsabilité et ses transformations (responsabilité civile et pénale) », conférence de Geneviève Viney, Université de tous les savoirs, 2000.
Geneviève Viney a, en collaboration avec André Tunc, contribué à l’adoption d’un régime novateur d’indemnisation des accidents de la circulation par la Loi « Badinter » du 5 juillet 1985.
Elle est l'auteur ou coauteur de très nombreuses publications (ouvrages, articles, notes de jurisprudence) relatives à la responsabilité civile, au droit des assurances, au droit de l’environnement et au droit de l'indemnisation des victimes, notamment de dommages corporels.
Elle est considérée comme l'un des auteurs français les plus connus dans ces domaines, y compris au niveau international . Son Traité de la responsabilité civile est particulièrement notoire.
Son œuvre se caractérise par la recherche d’un  équilibre difficile entre la nécessité de promouvoir les progrès économique et technologique, et la nécessité, au moins aussi impérieuse, de garantir une juste réparation à ceux qui en subissent les risques.
Ses écrits manifestent un intérêt certain pour le droit comparé et l’étude des systèmes juridiques étrangers. Elle a ainsi rédigé, avec Basil Markesinis, un ouvrage de droit comparé franco-anglais portant sur la réparation du dommage corporel. Geneviève Viney a également activement participé aux réflexions menées par l’Académie des privatistes européens pour l’élaboration d’un Code européen des contrats (coord. par le professeur G. Gandolfi), celles menées par le Groupe du professeur Von Bar, pour l’élaboration d’un jus commune européen (code civil européen), ou encore aux travaux collectifs destinés à l’élaboration d’un « cadre Commun de Référence ». 
Ses amis et collègues, ont rédigé un liber amicorum, volume collectif de contributions en son honneur, intitulé Études offertes à Geneviève Viney, paru en juin 2008 chez LGDJ, dont la plupart des articles concernent le droit des obligations. Ainsi, il est écrit dans la présentation de l’ouvrage :
« Rarement un auteur a marqué une discipline aussi profondément de son empreinte que l’a fait Geneviève Viney pour la responsabilité civile. Ses ouvrages occupent une place à part dans la littérature consacrée à la matière. Ils joignent à une analyse aussi complète et précise que possible du droit positif, l’expression de convictions fortes, sans que la clarté du style, l’honnêteté intellectuelle et le sens pédagogique de son auteur soient jamais pris en défaut. Ces livres, uniques et incontournables pour qui veut connaître le droit français de la responsabilité, constituent à la fois une somme exhaustive, nourrie de l’observation attentive et infatigable de la jurisprudence, et une oeuvre engagée, au meilleur sens du terme. L’exposé des règles techniques n’y est pas dissocié des enjeux concrets qu’elles recouvrent. En vérité, Geneviève Viney ne considère pas que le droit est une fin en soi et elle a toujours eu à coeur de défendre les solutions qui lui semblent les plus humaines et les plus justes. C’est certainement la raison pour laquelle elle a exercé, à travers ses nombreux travaux, une influence indéniable sur l’évolution du droit français de la responsabilité, en même temps qu’elle a acquis une grande renommée internationale. »

### Ouvrages

#### Ouvrages personnels
- Le déclin de la responsabilité individuelle, thèse, coll. « Bibliothèque de droit privé », préface d’André Tunc, LGDJ, 1965 ; réédition dans la collection « Anthologie du droit », 2013.
- Traité de droit civil sous la direction de Jacques Ghestin : Introduction à la responsabilité (première édition : 1982 ; dernière édition : 4e édition, LGDJ, 2019, 661 pp.).  — trad. espagnole par Fernando Montoya Mateus depuis la 2e édition, Universidad Externado de Colombia, Bogota.
- Traité de droit civil sous la direction de Jacques Ghestin : Les conditions de la responsabilité (première édition : 1982 ; dernière édition : 4e édition, LGDJ, 2013, 1316 pp., avec Patrice Jourdain et Suzanne Carval).
- Traité de droit civil sous la direction de Jacques Ghestin : Les effets de la responsabilité (première édition : 1988 ; dernière édition : 4e édition, LGDJ, 2017, 872 pp., avec Patrice Jourdain et Suzanne Carval).
- Traité de droit civil sous la direction de Jacques Ghestin : Les régimes spéciaux et l’assurance de responsabilité (première édition : 1988 ; dernière édition : 4e édition, LGDJ, 2017, 680 pp., avec Patrice Jourdain et Suzanne Carval).
- L'indemnisation des victimes d'accidents de la circulation, LGDJ, 1992, 218 pp.
- Droit civil : La famille, Les Cours de droit, (première édition : 1974 ; dernière édition : 7e édition, 1985, 530 pp.).

#### Ouvrages en collaboration
- La réparation du dommage corporel. Essai de comparaison des droits anglais et français, coécrit avec B. Markesinis, préface d'André Tunc, Economica, 1985, 179 pp.
- Le principe de précaution, rapport au premier ministre, coécrit avec P. Kourilsky, Odile Jacob, 2000, 405 pp.
- Les sanctions de l'inexécution des obligations contractuelles, ouvrage collectif dirigé avec M. Fontaine, Bruylant-LGDJ, 2001, 1127 pp.
- La responsabilité environnementale dans l'espace européen, ouvrage collectif dirigé avec B. Dubuisson, Bruylant-LGDJ, 2006, 910 pp.

### Principaux articles et notes de jurisprudence
Très nombreux articles, notes au Recueil Dalloz (D), à la Semaine juridique (JCP G), à la Revue trimestrielle de droit civil (R.T.D. Civ.), aux Archives de philosophie du droit, à la Revue générale des assurances terrestres, à la Revue Responsabilité civile et assurances (RCA), aux Revues Lamy – droit des affaires et droit civil.
Nombreuses participations à des Mélanges en l’honneur de professeurs et de magistrats (Mélanges Rodière, Mélanges Catala, Mélanges Lambert, Mélanges Ghestin, Mélanges Drai, Mélanges Lapoyade-Deschamps, Mélanges Calais-Auloy, etc.)

- « Réflexions sur l’article 489-2 du C. civ. », R.T.D. civ. 1970, pp. 251 et s.
- « L' autonomie du droit à réparation de la victime par ricochet par rapport à celui de la victime initiale », Recueil Dalloz 1974. 3 ; Les grands articles du Recueil Dalloz, Dalloz, 2024, pp. 717 s.
- « Remarques sur la distinction entre faute intentionnelle, faute inexcusable et faute lourde », Recueil Dalloz 1975. 263.
- « De la responsabilité personnelle à la répartition des risques », in Arch. phil. droit, tome 22, Sirey, 1977. 5.
- « Responsabilité du fait des produits et atteinte à l’environnement », in Mélanges René Rodière, 1981, pp. 343 et s.
- « La faute de la victime d’un accident corporel : le présent et l’avenir », JCP G 1984. I. 3155.
- « La réparation des dommages causés sous l’empire d’un état d’inconscience : un transfert nécessaire de la responsabilité vers l’assurance », JCP G 1985. I. 3189.
- « La responsabilité », in Arch. phil. droit, t. 35, Sirey, 1990, p. 275.
- « Vers un élargissement de la catégorie des « personnes dont on doit répondre » : la porte entrouverte sur une nouvelle interprétation de l'article 1384, alinéa 1er du Code civil », Recueil Dalloz 1991. chron. 32, p. 157.
- « Groupes de contrats et responsabilité du fait d'autrui », rapport français, in M. Fontaine et J. Ghestin (dir.), Les effets des contrats à l'égard des tiers (comparaisons franco-belges), LGDJ, Bibliothèque de droit privé tome 227, 1992, p. 335.
- « Pour une interprétation mesurée et raisonnée du refus d'option entre responsabilité contractuelle et responsabilité délictuelle (article 1458, deuxième alinéa du Code civil du Québec) », Mc Gill Law journal, 1994, p. 813.
- « L’interprétation et l’application du contrat d’assurance par le juge », Recueil Dalloz 1994. 301.
- « Les principaux aspects de la responsabilité civile des entreprises pour atteinte à l'environnement en droit français », JCP G 1996. I .3900.
- « L’obligation de sécurité », Rapport de synthèse, Gaz. Pal. 1997, pp. 1212-1218.
- « L’indemnisation des accidents médicaux : que peut faire la Cour de cassation ?», JCP G 1997. I. 4016 (avec Patrice Jourdain).
- « Le préjudice écologique », in Le préjudice : questions choisies, RCA, numéro spécial 5 bis, mai 1998, p. 6.
- « In memoriam André Tunc (1917-1999) », Revue trimestrielle de droit civil, 1999, p. 4.
- « Existe-t-il une responsabilité contractuelle du fait d'autrui ? », RCA, 2000, n°11, p. 35.
- « Brèves remarques à propos d'un arrêt qui affecte l'image de la justice dans l'opinion (à propos de l’arrêt Perruche) », JCP G 2001. I. 286.
- « Pour ou contre un “principe général” de responsabilité pour faute », in Etudes offertes à Pierre Catala, Litec, 2001, pp. 555 et s.
- « La responsabilité contractuelle en question », in Etudes offertes à Jacques Ghestin, L.G.D.J., 2001, pp. 921 et s.
- « Exécution de l’obligation, faculté de remplacement et réparation en nature en droit français », in Les sanctions de l’inexécution des obligations contractuelles – Etudes de droit comparé, Bibliothèque de la Faculté de droit de l’Université catholique de Louvain, Bruylant-L.G.D.J., 2001, pp. 167 et s.
- « Les difficultés de la recodification du droit de la responsabilité civile », in Le Code civil, 1804-2004, Livre du Bicentenaire, Dalloz – Litec, 2004, pp. 255 et s.
- « L’appréciation du préjudice », Les Petites Affiches, 19 mai 2005, n° 99, pp. 89 et s.
- « La mise en place du système français de responsabilité des producteurs pour le défaut de sécurité de leurs produits », in Mélanges offerts à Jean-Luc Aubert, Dalloz, 2005, pp. 329 et s.
- « La doctrine de la faute dans l’œuvre d’Henri, Léon et Jean Mazeaud », Les Petites Affiches, 2006, n° 174, pp. 17 et s.
- « Le droit de la responsabilité dans l’Avant- projet Catala », in Mélanges Jacques Boré, Dalloz, 2007, p. 473.
- « Les distorsions du lien de causalité », Conclusion prospective - rapport de synthèse, in Revue Lamy Droit civil, 2007.
- « Actions associatives et actions de groupe », in Études offertes au Professeur Malinvaud, Litec, 2007, p. 697
- « Principe de précaution et responsabilité civile des personnes privées », Recueil Dalloz 2007, p. 1542-1545.
- « Modernité ou obsolescence du Code civil ? L’exemple de la responsabilité », in Mélanges en l’honneur de Philippe Le Tourneau, Dalloz, 2008, pp. 1041 et s.
- « Les modifications apportées par la loi du 17 juin 2008 à la prescription extinctive des actions en responsabilité civile », Revue des contrats 2009/2 - p. 493-506.
- « La responsabilité pour rupture brutale d'une relation commerciale établie », Revue des contrats  2009/3 - p. 1048-1054.
- « Cessation de l’illicite et responsabilité civile », Mélanges offerts à Gilles Goubeaux, Dalloz-Lextenso Editions, 2009, p. 547 et s.
- « Quelques propositions de réforme du droit de la responsabilité civile » Revue de droit d'Assas 2009, n° 1, p. 30-47.
- « La responsabilité des fabricants de médicaments et de vaccins : les affres de la preuve », Recueil Dalloz 2010, p. 391-396.
- « Quelques propositions de réforme de la loi du 4 mars 2002 en ce qui concerne l'indemnisation des personnes exposées aux risques sanitaires », Revue des contrats, 2011/3 - p. 853-857.
- « L'évolution du droit de l'indemnisation des victimes d'accidents du travail et de maladies professionnelles »,  Droit social 2011, p. 964-973.
- « Le contentieux des antennes-relais », Recueil Dalloz 2013, p. 1489-1498.
- « La sanction des abus de la liberté d'expression », Recueil Dalloz 2014, p.787.
- « Après la réforme du contrat, la nécessaire réforme des textes du Code civil relatifs à la responsabilité », JCP G 2016, 99.
- « L'espoir d'une recodification du droit de la responsabilité civile », Recueil Dalloz 2016, p. 1378-1385.
- « La responsabilité civile dans la loi relative au devoir de vigilance des sociétés mères et des entreprises donneuses d'ordre », Recueil Dalloz 2017, p. 1610-1618 (avec Anne Danis-Fatôme).
- « L'influence souhaitable sur l'attribution des responsabilités des relations de dépendance entre sociétés », Cahiers de droit de l'entreprise 2017, n° 5 - p. 44-47.
- « In memoriam Suzanne Carval (1966-2018) », Recueil Dalloz, 13 septembre 2018 (avec Benoît Lecourt).
- « Quelques questions débattues au sujet de la réparation en nature du dommage », Revue des contrats 2020/3, p. 35-39.

### Chroniques de jurisprudence
- De 1992 à 2005, Geneviève Viney a rédigé une chronique semestrielle « Responsabilité civile » dans la revue Semaine Juridique (JCP).
- De 2006 à 2022, elle a rédigé une chronique trimestrielle « Contrats et responsabilité » dans la Revue des contrats.

## Hommages
: ouvrage ayant servi à rédiger cet article
- Études offertes à Geneviève Viney, éditions LGDJ, juin 2008, 919 pages  (ISBN 9782275031361).
- Docteur honoris causa de l'université de Princeton (1991)
- Docteur honoris causa de l'université catholique de Louvain (KU Leuven, 1993, UC Louvain, 2008)
- Docteur honoris causa de l’université de Bucarest (2018)
- Chevalier de la Légion d’honneur (1999)[7]